# Сергей Симонов
Сергей Гаврилович Симонов е съветски конструктор на стрелково оръжие, създател на едно от най-известните противотанкови оръжия – пушка ПТРС-41. Герой на Социалистическия труд, заслужил изобретател на РСФСР.

## Биография
Роден е на 22 септември (4 октомври) 1894 година в село Федотово, Владимирска област на Руската империя.

### Ранни години
Завършва 3-ти клас на селското училище. От 16-годишен работи в ковачница. През 1915 г. започва работа като шлосер в неголям завод, като междувременно завършва технически курсове.
През 1917 г. започва работа в Ковровски завод като шлосер. Взема участие в доработката и тестовете на първия руски автомат „Федоров“. От 1922 г. е майстор а по-късно главен майстор. През 1929 г. Симонов е назначен за началник на цеха за сглобяване, а скоро и като конструктор, впоследствие става ръководител на експериментална работилница.
От 1932 г. учи в Промишлената академия, която завършва през 1933 година.

### Конструиране на оръжия
Кариерата му на изобретател фактически стартира през 1922 г. под руководството на Владимир Федоров и Василий Дегтярев. Съпроектант е на автомат и автоматична карабина.
Първата му най-сериозна работа е през 1922 година, в създаването на огнестрелно оръжия по проекта Автоматична пушка Симонов, която завършва през 1936 година. Тази пушка е приета на въоръжение в Червената армия. През 1941 година разработва 14,5 мм противотанкова самозарядна пушка ПТРС-41, оръжие което се представя отлично и става основно противотанково ръчно оръжие от червеноармейците в годините на Втората световна война.
Негов друг много известен проект е разработката на самозарядната карабина СКС, която е приета на въоръжение през 1949 г. в Съветската армия. За създаването на противотанковото оръжие и самозарядната карабина, конструктора е удостоен с Държавна премия на СССР.
Награден е с 2 ордена „Ленин“, орден „Октомврийска Революция“, други ордени и медали.